# Laguna del Rincón

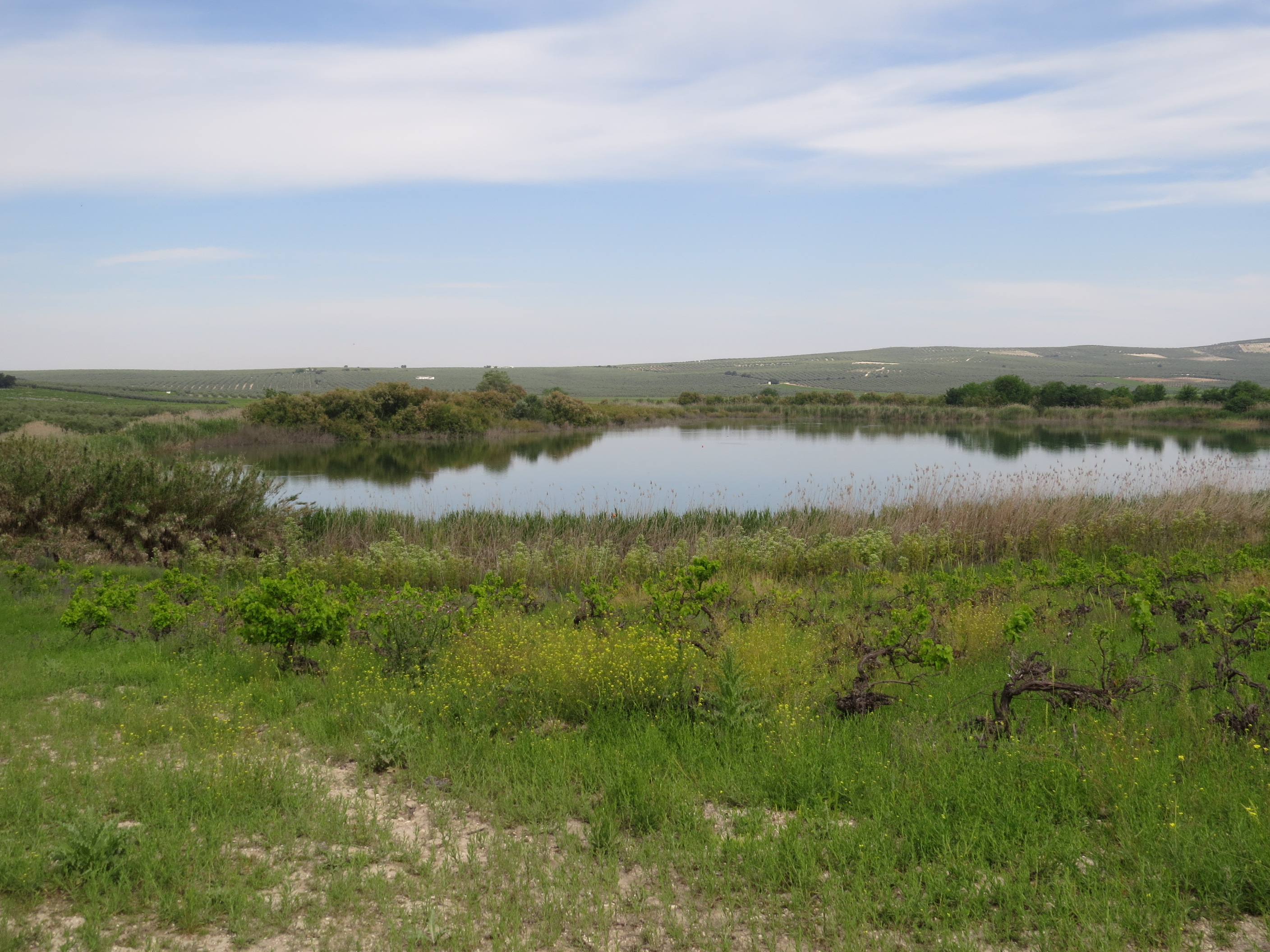

La laguna del Rincón es una pequeña laguna española localizada en la provincia de Córdoba, en las proximidades de Moriles en el término municipal de Aguilar de la Frontera. Fue declarada como Reserva Integral en el año 1984 y cinco años después la ley 2/1989 la incluyó en el Inventario de Espacios Naturales Protegidos de Andalucía (), con lo que se aplicaron medidas adicionales de protección incluyendo su reclasificación como Reserva Natural. Junto con la laguna del Rincón también se declararon reservas naturales las lagunas de Zóñar, Amarga, Salobral, Tíscar y Jarales pretendiéndose salvaguardar el patrimonio natural que constituyen estos espacios, para conservarlos y que puedan seguir disfrutando de su riqueza ambiental las generaciones venideras. La laguna del Rincón tiene una cubeta de 9 hectáreas, un máximo de 5,5 metros de profundidad y almacena aproximadamente 53 000 m³ de agua. En el interior de la zona periférica de protección de 500 metros de esta Reserva Natural se localiza también la laguna de Santiago, restaurada en 2006 al amparo del proyecto europeo LIFE-humedales andaluces.
El 5 de diciembre de 1989, las «lagunas del sur de Córdoba (Zóñar, Rincón y Amarga)» fueron declaradas sitio Ramsar (n.º ref. 446, con una superficie protegida conjunta de 86 ha).

## Origen y geología
La laguna del Rincón, al igua l que el resto de las del sur de la provincia de Córdoba es un humedal de campiña situado sobre una unidad geológica formada por una mezcla de margas, arcillas y evaporitas que afloran en la parte frontal de la Cordillera Bética, cerca de la depresión del Guadalquivir . Esta zona endorreica es consecuencia de los procesos kársticos y erosivos que actuaron sobre esta peculiar formación geológica.

## El agua del Rincón
La laguna tiene una superficie máxima de inundación de 9 hectáreas, y se alimenta principalmente de agua de precipitación directa, aunque también de escorrentía de su cuenca vertiente y de aguas subterráneas. Tiene por tanto un carácter endorreico. Su desagüe natural es el arroyo de la Camarata y de la Capellanía. Las aguas de la laguna del Rincón son moderadamente salinas y presentan una estratificación de la temperatura y oxígeno en profundidad durante los periodos más cálidos; mientras que en otoño e invierno existe una mezcla de las capas, favoreciendo la disponibilidad de nutrientes. En el pasado la laguna del Rincón sufrió varios intentos de desecación, primero desde 1886 por ser considerada “zona insalubre por paludismo” y después sobre la base de la “Ley de desecación y saneamiento de lagunas, marismas y terrenos pantanosos” de 1918 (conocida como Ley Cambó) y a la Ley de colonización de grandes zonas regables de 1939.

## Interés para la conservación y regulación
La laguna del Rincón está integrada en la Red Europea Natura 2000 (Zona de Especial Protección para las Aves y Zona Especial de Conservación). La laguna se localiza bajo la ruta migratoria que siguen muchas aves hacia el continente africano y el noreste de Europa. Se encuentra desde 1989 incluida en la Lista de Humedales Ramsar de Importancia Internacional bajo la denominación “Lagunas del Sur de Córdoba”. Las Zonas Húmedas del Sur de Córdoba cuentan con un Plan de Ordenación de los Recursos Naturales. En este Plan se quedan reguladas las actividades que se puedan realizar estando prohibida la pesca, el baño, y determinadas actividades agrícolas precisan ser autorizadas. Las Zonas Húmedas del Sur de Córdoba cuentan con un Patronato (órgano de representación) con la presencia de Ayuntamientos, asociaciones agrarias y ecologistas, propietarios de terrenos, investigadores y representantes de la Universidad de Córdoba, etc.

## La intervención ecologista
La laguna del Rincón es un caso excepcional de recuperación y supervivencia gracias a la intervención de grupos ecologistas. Debido a los continuos intentos de desecación para dar a los terrenos un uso agrícola, la actividad cinegética y la introducción de especies invasoras, el estado de la laguna era muy precario y amenazaba la supervivencia de especies como el pato malvasía.
Este es el caso de «Rincón», mencionado en el epígrafe anterior, donde a mediados del siglo XX, tras un cambio en la propiedad, se vuelven a retomar otra vez los objetivos desecadores. Los nuevos titulares intentaran de manera pertinaz su desecación, aunque sin conseguirla nunca en su totalidad, pues la recuperación posterior de la lámina de agua era prácticamente automática. En 1972 se solicita y consigue subvención del Ministerio de Agricultura para financiar la desecación. A pesar de que la sequía actuó a su favor, nunca se consiguió el objetivo en su totalidad, lo que no es obstáculo para que, según las circunstancias, una parte mayor o menor de! vaso fuesen sembradas y aprovechadas como espacios agrícolas.
Esta obsesión desecadora y otras circunstancias (actividad cinegética, presencia de bañistas, introducción de ictiofauna alóctona -carpas-, etc ... ) hicieron evidente el deterioro ambiental de esta laguna, lo que llevo a actuaciones que, descritas en otro lugar aunque inéditas cuando se redactan estas líneas, llevaron a una intervención revolucionaria: la compra de la laguna por suscripción popular por parte de un colectivo ecologista («Amigos de la Malvasía») y la donación posterior de la misma a la Administración Autonómica, posición, desde la cual la pretendida eliminación de la laguna de «Rincón» se tradujo exactamente en lo contrario: la conformación de un enclave de especial fecundidad en lo que se refiere a la reproducción de las especies más delicadas y sensibles, entre ellas la «malvasía cabeciblanca».
Finalmente, en 1984, la asociación ecologista Amigos de la Malvasía adquirió los terrenos que contenían la laguna del Rincón y sus alrededores. El valor de los terrenos fue de 3.000.000 de pesetas que fueron pagados durante los 3 siguientes años. Los fondos para la compra fueron recogidos mediante suscripción popular en el que cada participante adquiría simbólicamente una parte del terreno. Participaron más de 2000 personas en esta captación popular de fondos. Fue la primera vez en la que un grupo ecologista llevó a cabo la adquisición de un espacio natural para evitar su destrucción.
Al año siguiente se prohibió la caza de aves acuáticas. En cuanto a las especies invasoras introducidas por el hombre como la carpa, aprovechando las sequías de 1985 y 1986 se desecó la laguna para así exterminar las carpas que amenazaban el ecosistema de la laguna.
Finalmente, en 1987 la asociación ecologista Amigos de la Malvasía cedió la propiedad de la laguna del Rincón a la Junta de Andalucía.

## El último bastión de la malvasía cabeciblanca
La laguna del Rincón se convirtió en el principal enclave para la conservación y recuperación de la malvasía cabeciblanca (Oxyura leucocephala) en las Lagunas del Sur de Córdoba en la década de los ochenta. Cuando la situación de la malvasía cabeciblanca era crítica, la Laguna del Rincón funcionó como reserva y su principal lugar de reproducción, llegando a nacer en ella más de 30 pollos por año.

## Vegetación
- Natural: El carácter de aguas permanentes en la laguna hace que exista agua incluso en la época estival y ha permitido que se establezca un cinturón de vegetación. Dicha vegetación está constituida por eneas (Typha dominguensis) y carrizos (Phragmites australis). También hay tarajes (Tamarix spp) que configuran un cinturón perilagunar continuo de gran valor paisajístico. En cuanto a la vegetación subacuática de la laguna, la más representada es Najas marina y de forma más restringida Zannichellia pallustris y Potamogeton spp, todas ellas base alimenticia de las aves acuáticas de la laguna.
- Cultivos: Como vegetación no natural en la laguna del Rincón encontramos cultivos predominantes de viñedos, que representan aproximadamente el 46% de la superficie de la zona periférica de protección, seguido del olivar y de los cultivos herbáceos de secano.

## Fauna
- Reptiles y anfibios: Cabe destacar la presencia de gallipatos (Pleurodeles waltl), ranas comunes (Pelophylax perezi), sapillos pintojos (Discoglosus galganoi), galápagos leprosos (Mauremys leprosa) y culebras viperinas (Natrix maura) o culebras de collar (Natrix natrix).
- Peces: El carácter endorreico de la laguna hace que de forma natural no existan poblaciones piscícolas en sus aguas. Sin embargo por manejo del ser humano en Rincón ha existido la presencia de gambusias (Gambusia holbrooki) y carpas (Cyprinus carpio), especies introducidas y exóticas. Ambas especies esquilman la vegetación subacuática y provocan el desplazamiento de aves buceadoras como la malvasía cabeciblanca (Oxyura leucocephala). Con este motivo y aprovechando un período de gran sequía, en 1986 se acabó con la presencia de estos peces mediante una desecación controlada de la laguna.
- Aves Acuáticas: Entre las especies que se reproducen en la laguna del Rincón destaca en primer lugar la malvasía (Oxyura leucocephala), somormujos lavancos (Podiceps cristatus), zampullines chicos (Tachybaptus ruficollis), ánades reales (Anas platyrhynchos), patos colorados (Netta rufina), porrones comunes (Aythya ferina), fochas comunes (Fulica atra), gallinetas (Gallinula chloropus), calamones (Porphyrio porphyrio).

También la laguna del Rincón es lugar de invernada de otras especies acuáticas y limícolas: porrones moñudos (Aythya fuligula), patos cuchara (Anas clypeata), archibebes comunes (Tringa totanus), cigüeñuelas (Himantopus himantopus). De forma esporádica se observan: garzas reales (Ardea cinerea), flamencos (Phoenicopterus ruber), moritos (Plegadis falcinellus), aguiluchos laguneros (Circus aeruginosus) y águilas calzadas (Hieraaetus pennatus).
- Caza: La caza de aves acuáticas está prohibida en todo el término municipal, pero respecto a las especies cinegéticas de caza menor destacan en la zona liebres (Lepus capensis), conejos (Oryctolagus cuniculus), paloma torcaz, zurita y bravía (Columba spp), perdices rojas (Alectoris rufa), tórtolas comunes (Streptopelia turtur) y zorros (Vulpes vulpes).

Existen citas del siglo XIII donde se menciona la presencia de grupos de lobos y osos, pero la influencia humana y alteración de hábitats ha acabado con este tipo de fauna en la zona (Libro de la Montería de Alfonso X el Sabio).

## Visitando la Reserva Natural
La Reserva Natural de la Laguna del Rincón se ubica en las proximidades de Moriles, accediendo por la salida 40 de la Autovía A-45, tras circular por la Nacional N-331 nos desviaremos por la CO-5210 y a la altura del km. 5, veremos el cartel de entrada a la Reserva Natural. El camino recorre los cultivos de vid “Los Llanos del Rincón” que producirán vinos con Denominación de Origen Montilla-Moriles. Podremos recorrer las inmediaciones de la laguna hasta llegar al Mirador Público. Se recomienda guardar silencio para no molestar a las aves y poder tener más y mejores avistamientos. Las instalaciones se completan con un Observatorio de Uso Científico y una torreta para la vigilancia de incendios.